# (707) Steina
(707) Steina est un astéroïde de la ceinture principale découvert le 22 décembre 1910 par l'astronome allemand Max Wolf. Sa désignation provisoire était 1910 LD.